# Climat de l'Orne
Le climat ornais est de type océanique  avec été tempéré classés Cfb dans la classification de Köppen et Geiger, l'Orne étant est un département français de la région Normandie près des côtes de la Manche.

## Exemple de relevés de températures et de précipitations
| Mois                              | jan. | fév. | mars  | avril | mai   | juin  | jui.  | août  | sep.  | oct.  | nov. | déc. | année   |
| --------------------------------- | ---- | ---- | ----- | ----- | ----- | ----- | ----- | ----- | ----- | ----- | ---- | ---- | ------- |
| Température minimale moyenne (°C) | 0,9  | 1,2  | 2,6   | 4,4   | 7,5   | 10,4  | 12,2  | 11,8  | 9,8   | 7     | 3,5  | 1,7  | 6,1     |
| Température moyenne (°C)          | 3,6  | 4,4  | 6,7   | 9,1   | 12,5  | 15,7  | 17,7  | 17,4  | 15,2  | 11,5  | 6,9  | 4,4  | 10,4    |
| Température maximale moyenne (°C) | 6,4  | 7,6  | 10,8  | 13,8  | 17,5  | 21    | 23,3  | 23,1  | 20,6  | 16    | 10,2 | 7,1  | 14,8    |
| Ensoleillement (h)                | 53,7 | 77,8 | 129,7 | 167,7 | 195,2 | 212,6 | 230,6 | 205,8 | 166,8 | 117,3 | 71,8 | 50,6 | 1 679,6 |
| Précipitations (mm)               | 73,8 | 64,1 | 64,7  | 50,2  | 64,8  | 49,2  | 46,1  | 41,4  | 59,1  | 69,8  | 77   | 74,9 | 735,2   |

## Sources
- Données publiques météo France